# Lukáš Pešek
Lukáš Pešek (ur. 22 listopada 1985 w Pradze) – czeski motocyklista ścigający się w kategorii 125 cm³ motocyklem Aprilia w zespole Auto Kelly CP. W Mistrzostwach Świata zadebiutował 25 sierpnia 2002 roku w Grand Prix Czech. Dwukrotnie zwyciężył w zawodach Mistrzostw Świata.

## Zwycięstwa w Motocyklowych Mistrzostwach Świata
1. Grand Prix Chin - 6 maja 2007 (125 cm³)
2. Grand Prix Australii - 14 października 2007 (125 cm³)